# Saint-Mars-du-Désert (Mayenne)
Saint-Mars-du-Désert ist eine französische Gemeinde mit 166 Einwohnern (Stand: 1. Januar 2022) im Département Mayenne in der Region Pays de la Loire; sie gehört zum Arrondissement Mayenne und zum Kanton Villaines-la-Juhel. 

## Geographie
Saint-Mars-du-Désert liegt etwa 33 Kilometer östlich von Mayenne und etwa 27 Kilometer südwestlich von Alençon. Umgeben wird Saint-Mars-du-Désert von den Nachbargemeinden Saint-Aubin-du-Désert im Norden, Saint-Paul-le-Gaultier im Nordosten, Saint-Georges-le-Gaultier im Osten, Saint-Germain-de-Coulamer im Süden sowie Courcité im Westen.

## Bevölkerungsentwicklung
| 1962                       | 1968 | 1975 | 1982 | 1990 | 1999 | 2006 | 2019 |
| -------------------------- | ---- | ---- | ---- | ---- | ---- | ---- | ---- |
| 368                        | 351  | 288  | 284  | 190  | 169  | 192  | 170  |
| Quellen: Cassini und INSEE |      |      |      |      |      |      |      |

## Sehenswürdigkeiten
- Kirche Saint-Médard aus dem 19. Jahrhundert
- Kapelle Notre-Dame-de-Becharie

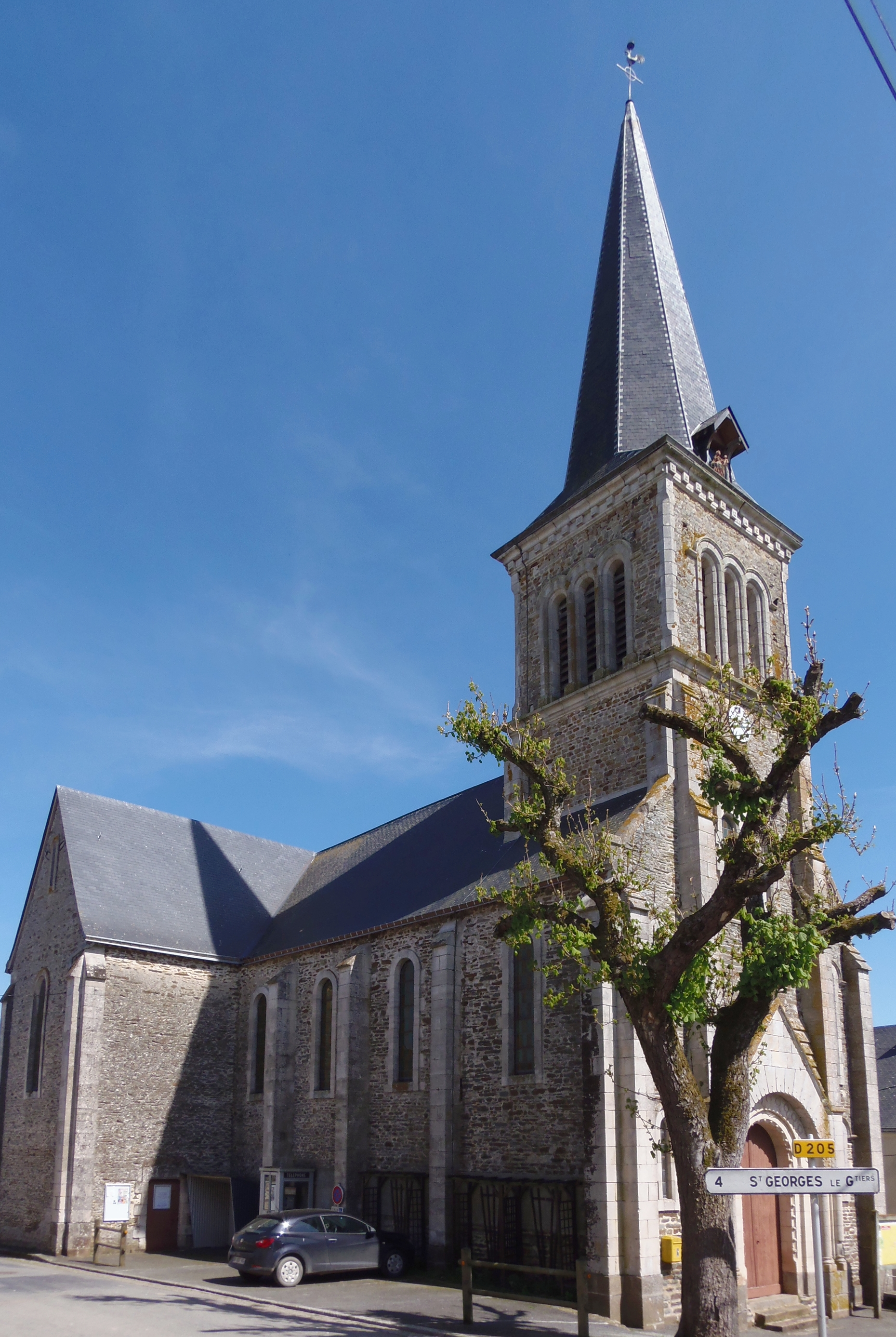
Kirche Saint-Médard
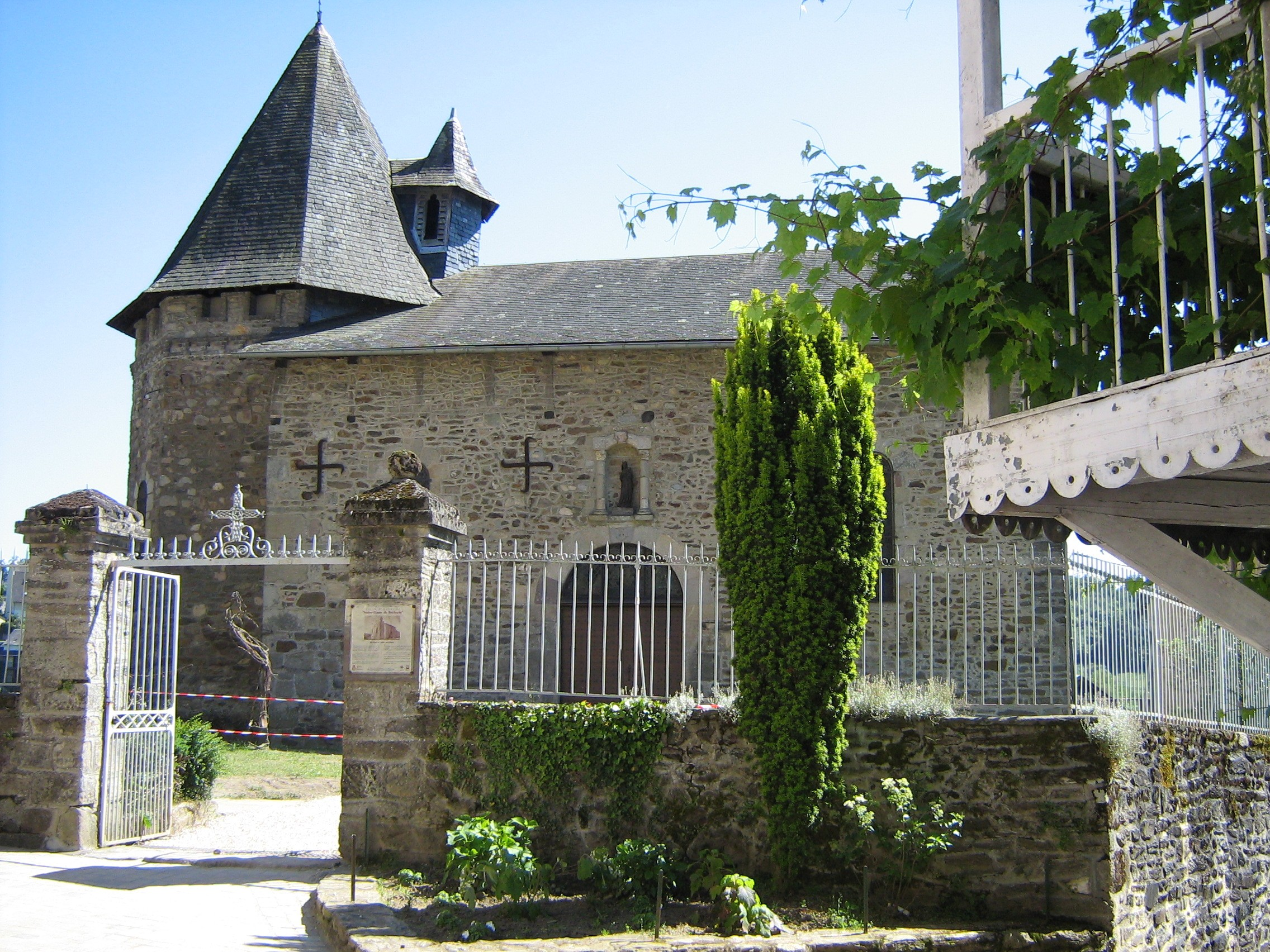
Kapelle Notre-Dame-de-Becharie